# Museo Municipal de Praga
El Museo Municipal de Praga es un museo regional en República Checa. Se ocupa de la colección, gestión profesional y presentación de colecciones que documentan el pasado de Praga, así como de la investigación profesional de la historia de la capital de la República Checa y su presentación al público. El edificio principal del museo se encuentra en Praga en Florenc (Praga 8, Nové Město, Na Poříčí 1554/52)

## Historia

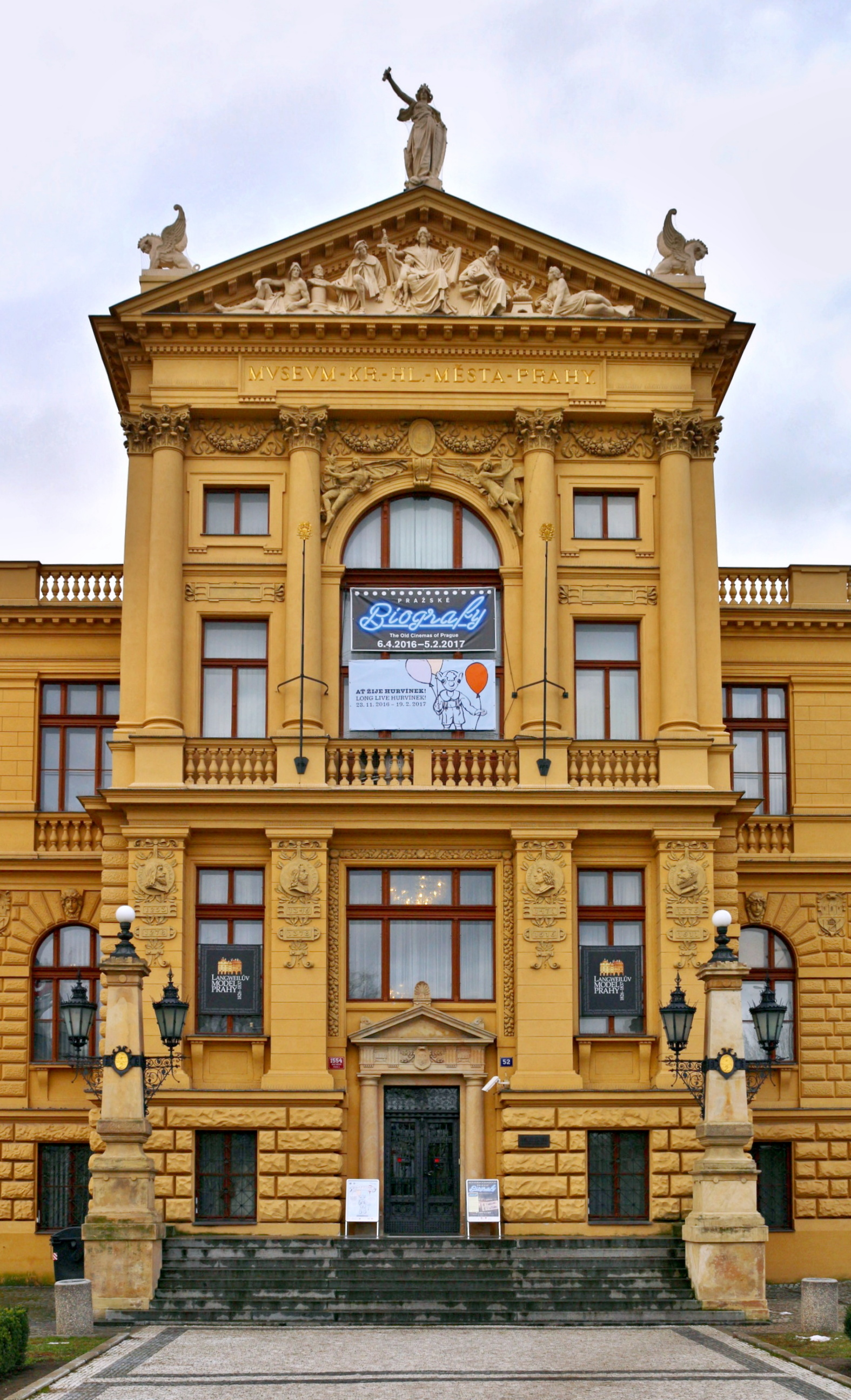
Rizalit en la fachada del edificio.

El museo se fundó el 3 de octubre de 1881, día en el que el ayuntamiento aprobó el reglamento del comité permanente del Museo Municipal de Praga, cuya principal tarea era establecer el funcionamiento de la nueva institución museística, iniciar actividades sistemáticas de colección y encontrar un lugar digno para las colecciones museísticas y su exposición. 
La razón más destacada para la creación de la institución fue el deseo de evitar la venta y exportación de objetos históricos al extranjero y, por el contrario, coleccionar objetos relacionados con la historia de Praga y la vida de sus ciudadanos en el pasado y mostrarlos al público. 
La primera reunión del comité tuvo lugar en la sala del alcalde del Ayuntamiento de la Ciudad Vieja el 23 de noviembre de 1881; entre sus miembros figuraban algunos importantes representantes de la vida cultural y política de la época. El comité fue presidido por JUDr. R. Nittinger, concejal de Praga, y asistido por los siguientes personajes: JUDr. E. Š. Berger, abogado y coleccionista de antigüedades; J. S. Doubek, arquitecto y consejero municipal; V. Náprstek, empresario y fundador del Museo Industrial Checo; B. Schnirch, escultor; JUDr. H. Toman, coleccionista y amante del arte; PhDr. M. Tyrš, esteticista, historiador del arte y cofundador del Sokol de Praga; B. Wachsmann, pintor y arquitecto; F. Ženíšek, pintor, y A. Baum, arquitecto, aunque pronto fue sustituido por el arquitecto A. Wiehl.1
En 1882, el Ayuntamiento de Praga cedió al comité del museo el pabellón del café, construido en 1876 en el lugar donde se encontraban las murallas originales de Praga, concretamente en el bastión de San Cristóbal. En el primer semestre de 1883, el comité y el recién nombrado conservador del museo instalaron las primeras exposiciones que se abrieron al público el 12 de mayo. El edificio más antiguo del museo tuvo que ser destruido para dar lugar a la autopista en 1974.
El conservador del museo, Břetislav Jelínek (1843-1926), arqueólogo aficionado y coleccionista de antigüedades, se convirtió más tarde en el director del museo, cargo que desempeñó hasta 1913. Jelínek fue sucedido por el historiador del arte F. X. Harlas y, tras él, Antonín Novotný, autor de la popular serie de enciclopedias de bolsillo «pražské špalíčky». Durante la Primera Guerra Mundial, el museo fue dirigido brevemente por V. V. Štech. Además de los ya citados, muchos otros historiadores, historiadores del arte, arqueólogos, arquitectos, así como abogados y políticos amantes de la cultura, contribuyeron de manera significativa al museo y a sus colecciones al servir en el comité hasta 1939: František Ekrt, sacerdote e historiador; Josef Fanta, arquitecto; Josef Václav Frič, abogado, escritor y periodista; Karel Guth, arqueólogo e historiador del arte; Karel Chudoba, político y coleccionista; Josef Koula, arquitecto; Jan Kapras, historiador; Vincenc Kramář, historiador del arte; Rudolf Kříženecký, arquitecto y diseñador; Antonín Matějček, historiador del arte; Josef Mauder, escultor; Josef Václav Novák, empresario industrial, coleccionista y mecenas; Václav Novotný, profesor e historiador; Antonín Podlaha sacerdote, teólogo y coleccionista; Albín Stocký, arqueólogo; Eduard Šittler, sacerdote e historiador; Renáta Tyršová, historiadora del arte; Karel Urbánek, historiador; Václav Vojtíšek, archivero praguense y profesor; Zikmund Winter, historiógrafo y escritor; Zděněk Wirth, historiador del arte y protector de monumentos históricos; Karel Židlický, presidente del Klub Za starou Prahu (un club de protección de monumentos praguenses).2

## Edificio principal

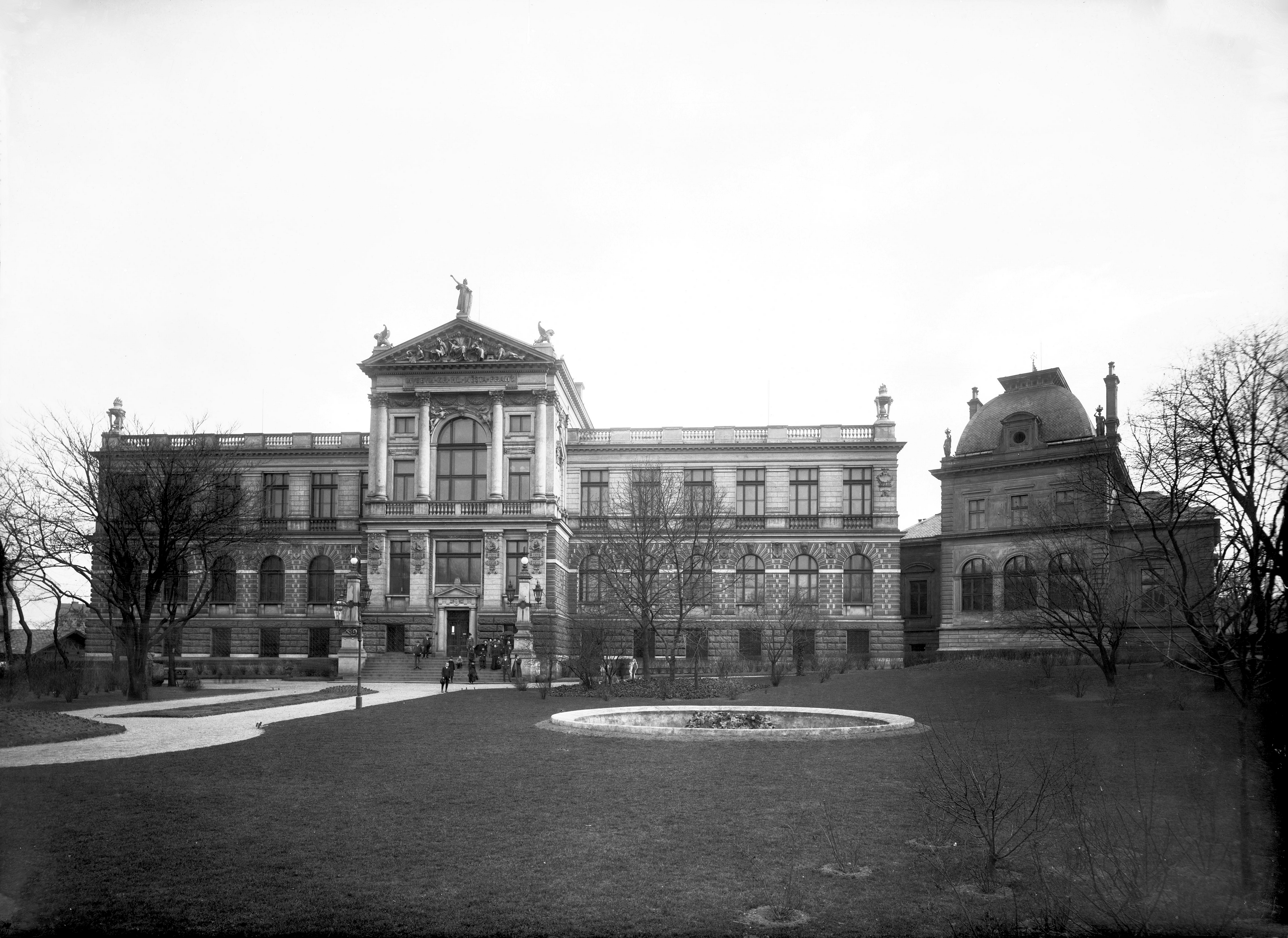
El edificio principal (incluido el pabellón de café a la derecha) en 1902.

Desde sus inicios, el pabellón del café resultó demasiado pequeño para las colecciones del museo y no era lo bastante representativo, por lo que, tras muchas deliberaciones, se decidió construir un nuevo edificio. Los diseños originales fueron presentados por los arquitectos Antonín Wiehl y Jan Koula y el diseño final fue elaborado por Antonín Balšánek.3 El edificio de estilo neorrenacentista se construyó entre 1896 y 1898 y se abrió oficialmente al público el 27 de septiembre de 1900. Es un edificio de dos plantas que consta de dos alas laterales y simétricas con un avant-corps en el centro, rematado por un tímpano. El tímpano está decorado con un relieve de Ladislav Šaloun llamado La historia con arte, ciencia y artesanía crea la gloria de nuestro pasado, sobre el que se encuentra la escultura Alegoría de Praga, del mismo autor. La parte trasera del edificio está dividida por un avant-corps semicircular. Otras decoraciones en la fachada del museo son obras de F. Stránský, V. Štaff y F. Hergesell. 
En el interior del edificio hay un vestíbulo central con una escalera en el centro y las salas de exposiciones ubicadas en las alas. Las decoraciones al interior del museo son obras de K. Klusáček, K. Liebscher, V. Jansa, V. Amort, L. Wurzel y A. Procházka. Las decoraciones del edificio principal del museo incluyen una serie de interesantes piezas procedentes de casas praguenses demolidas en la época de la renovación de la ciudad, a finales del siglo XIX. En particular, se destacan los techos pintados de casas praguenses renacentistas (la casa U Císařských en la plaza de San Wenceslao o la casa en Vaječný trh) o el techo artesonado del Monasterio de la Orden de los Mínimos de la Ciudad Vieja. Algunos de los espacios están decorados con distintivas obras de piedra de la zona de la Praga histórica, como lápidas o portales, así como partes de la gótica Torre de la Pólvora o una auténtica bóveda de una casa de la plaza de la Ciudad Vieja. La escalera del edificio principal del museo está decorada con un ciclorama de Antonio Sacchetti llamada La vista de Praga desde la Torre del Puente de Malá Strana. Desde 1970, este edificio también exhibe la única maqueta de Praga de Langweil de la primera mitad del siglo XIX. Se trata de una detallada maqueta de papel con una superficie de unos 20 m2 y más de 2000 objetos que muestra el centro histórico de la ciudad en los años 1826-1837.4

## Otros objetos de exposición
EN el edificio principal alberga uno de Una de las piezas más atractivas de las colecciones del museo: el modelo de Praga de Langweil . Un detallado modelo en papel con una superficie de unos 20 m 2 y más de 2.000 objetos muestra el estado del centro histórico de la ciudad en los años 1826-1837. Además de las exposiciones permanentes, el museo también ofrece a los visitantes exposiciones de corta duración. El Museo de la Ciudad de Praga también incluye Podskalská celnice na Výtoni, la casa U Zlatého prstenu (Týnská 6), la villa de Müller (Nad Hradní vodojemem 14), la villa de Rothmayer (U páté baterie 50), el complejo del castillo de Ctěnice, Norbertov Centro de Documentación y Estudios.

## Literatura
- BEČKOVÁ, Kateřina . Testimonio del modelo de Praga de Langweil . Praga: Editorial Schola ludu – Pragensia en cooperación con el Museo de la Ciudad de Praga, 1996. 252 p. ISBN 80-900668-8-7 .
- HARLAS, František Xaver, Praga antigua, reseña del desarrollo de la ciudad y guía de sus colecciones, Praga: Lidové nakladatelství, 1911, 210 p.
- JELÍNEK, Břetislav. De la armería del Museo Municipal de Praga . Praga: Municipio de Praga, 1913. Disponible en línea.
- JINDROVÁ, Jarmila. Museo de la Ciudad Capital de Praga . Praga : Olimpia, 1970.
- LIŠKA, Antonín, FRAUENTERKA, Miroslav, ŠTIKOVÁ, Eva. Museo de la Ciudad Capital de Praga . Praga : Editorial de deportes y turismo, 1957.
- MÍKA, Zdeněk . Museo de la capital Praga: una guía . Praga : Museo de la Ciudad de Praga, 2001. ISBN 80-85394-37-5
- MÍKA, Zdeněk . 100 años del Museo de la Ciudad Capital de Praga, Praga 1983
- STÁTNÍKOVÁ, Pavla, Museo Municipal de Praga Año 1883 Contribución al 120 aniversario de la inauguración de la primera exposición del Museo Público. Historia Pragensia. Colección histórica del Museo de la capital de Praga . Praga : Museo de la Ciudad de Praga, 2003. ISBN 80-85394-46-4
- WIRTH, Zdenek . Antonín Wiehl y el Renacimiento checo . primero. Praga: Jan Štenc, 1921 (impresión de 1921). 27p. págs. 7-11, 26. Una impresión especial de la colección de Art.